# Alyssa Cole
Pour les articles homonymes, voir Cole.
Alyssa Cole, née le 12 août 1982, est une romancière américaine, auteure de roman policier, de roman d'amour, de romance historique et de science-fiction.

## Biographie
Alyssa Cole est lauréate du prix Edgar-Allan-Poe 2021 du meilleur livre de poche pour When No One Is Watching.

## Œuvre

### Romans

#### SérieOff the Grid
1. (en) Radio Silence, 2015
2. (en) Signal Boost, 2015
3. (en) Mixed, 2015

#### TrilogieLoyal League
1. Un amour interdit, J'ai lu coll. « Aventures et Passions » no 12310, 2018 ((en) An Extraordinary Union, 2017)  (ISBN 978-2-290-15876-0)
2. (en) A Hope Divided, 2017
3. (en) An Unconditional Freedom, 2019

#### SérieReluctant Royals
1. Vous avez un e-mail, J'ai lu, 2020 ((en) A Princess in Theory, 2018)  (ISBN 978-2-290-23159-3)
2. (en) A Duke by Default, 2018
3. (en) Once Ghosted, Twice Shy, 2019
4. (en) Can't Escape Love, 2019
5. (en) A Prince on Paper, 2019

#### SérieRunaway Royals
1. (en) How to Catch a Queen, 2020
2. (en) How to Find a Princess, 2021

#### Romans indépendants
- (en) Sweet to the Taste, 2014
- (en) For Love & Liberty: Untold love stories of the American Revolution, 2014
- (en) Eagle’s Heart, 2014
- (en) Be Not Afraid, 2016
- (en) Let it Shine, 2016
- (en) Agnes Moor's Wild Knight, 2016
- (en) Let Us Dream, 2017
- (en) The A.I. Who Loved Me, 2019
- (en) When No One Is Watching, 2020

## Prix et distinctions

### Prix
- Prix Edgar-Allan-Poe 2021 du meilleur livre de poche pour When No One Is Watching[1]

### Nominations
- Prix Anthony 2021 du meilleur livre de poche pour When No One Is Watching[2]
- Prix Barry 2021 du meilleur livre de poche pour When No One Is Watching[3]
- Prix Thriller 2021 du meilleur livre de poche pour When No One Is Watching[4]